# کینوا اوکرو
کینوا اوکرو (به اسپانیایی: Kinwa Ukru) یک کوه در پرو است که در Peru, Lima Region واقع شده‌است. کینوا اوکرو ۵٬۰۰۶ متر بالاتر از سطح دریا واقع شده‌است.